# Чемпіонат Швеції з бенді 1928
 Чемпіонат Швеції з бенді: 1928 — 22-й сезон турніру з хокею з м'ячем (бенді), який проводився за кубковою системою. 
Переможцем змагань став клуб ІК «Йота» (Стокгольм).

## Турнір

### Чвертьфінал
- ІФ «Йота» (Карлстад) - Лідчепінгс АІК  1-0
- ІК «Сіріус» (Уппсала) - «Гаммарбю» ІФ (Стокгольм)  6-2
- ІФ «Веста» (Уппсала) - «Юргорден» ІФ (Стокгольм)  2-6
- ІК «Йота» (Стокгольм) - Вестерос СК  1-0

### Півфінал
- ІК «Сіріус» (Уппсала) - ІФ «Йота» (Карлстад)  4-0
- «Юргорден» ІФ (Стокгольм) - ІК «Йота» (Стокгольм)  3-6

### Фінал
19 лютого 1928, Стокгольм
- ІК «Йота» (Стокгольм) - ІК «Сіріус» (Уппсала)  5-3